# 苏包古斯塔站
苏包古斯塔站（義大利語：Subaugusta）是羅馬地鐵A線的一個地下車站。苏包古斯塔站位於奇内奇塔廣場，圖斯科拉納路和Titus Labienus路及Via Orazio Pulvillo的路口。该站得名于以苏包古斯塔教区命名的苏包古斯塔外环路（circonvallazione Subaugusta）。